# Arandi
Arandi − wieś w Estonii, w prowincji Sarema, w gminie Lääne-Saare.